# 田尾安志
田尾 安志（たお やすし、1954年1月8日 - ）は、大阪府大阪市港区出身（香川県三豊郡詫間町生まれ）の元プロ野球選手（外野手、一塁手、左投左打）・監督、コーチ、野球解説者、タレント、YouTuber。
現役引退後は、東北楽天ゴールデンイーグルスの初代監督を務めた。2019年、琉球ブルーオーシャンズの設立に参加し、初代ゼネラルマネージャーを経て、2020年のキャンプイン直前から同シーズン終了後の退団までシニアディレクター兼打撃総合コーチを務めた。
妻は歌手のMADAM REY（マダムレイ）。歯科医師の田尾耕太郎は長男。二男はSoushiとして音楽活動・ラジオ関西“MADAM REYのメッチャ★ROCK”でラジオパーソナリティを務め、長女の志織も田尾ぱんだと名乗り音楽活動を行っている。

## 経歴

### プロ入りまで
両親は香川県三豊郡詫間町（現・三豊市）出身で、大阪で自動車関係の町工場を営んでいた。出生地が香川県なのは里帰り出産による。弟との2人兄弟で、弟には持病があり、早くから自立を志したという。その弟は24歳だった1980年に病気で亡くなっている。
大阪市立三先小学校に入学したが、2年次に第2室戸台風が襲来し、港区の家が床上浸水に見舞われ、3年次に大阪市西区へ転居、大阪市立九条北小学校へ転校した。5年次に草野球チームに入ったが、6年次に発足した大阪西リトルリーグ野球協会（現・大阪西ボーイズ）の1期生となり、関西大会で優勝した。一方、5年次から小学校の水泳部にも入部し、大阪市で3位になったこともある。
大阪市立西中学校へ進学し、野球部に入部した。高校進学に際して、北陽など数校からの勧誘もあったが、親の希望もあって公立校を受験することとなった。田尾は古豪の市岡を志望したが、学業と野球の両立が大変という担任の助言もあって大阪府立泉尾高等学校へ進学した。
泉尾高校野球部は田尾の入部時に先輩部員は5人しかいない弱小野球部で、キャッチボールで田尾の球が取れないほどだった。泉尾高校では投手として活動した。1971年夏の大阪大会において、1回戦で此花商、2回戦で同年春8強の近大付、3回戦で春日丘、4回戦で北陽、準々決勝で大商大付に勝ち、準決勝で浪商に敗れるも好投手として注目された。高校時代に関西大学野球部の練習に参加したが、関西大学は翌年度からスポーツ推薦枠を廃止したため、同志社大学文学部社会学科産業関係学専攻へ進学する。同志社大学には一般入試での進学だった。これは大会成績が特待基準に達していなかった事と、練習参加を通じ田尾の入部を熱望した同大監督が、解決策として夜間部進学を勧めたが、田尾が一般学部を希望し自力合格を目指した結果である。また後述の通り、この時広島東洋カープよりドラフト指名の打診があったが、大学進学希望に鑑み野球部顧問が断っていた。田尾本人が打診を知ったのは大学受験終了後で、初めから知っていたら家計を助けるため高卒プロ入りの選択もあった、と振り返っている。
同志社大野球部では1年次・2年次は投手のみであったが、3年次以降は打者ともなり「投手で4番打者」、登板しない試合も野手として出場することが多かった。1年上の笹本信二とバッテリーを組んだ。関西六大学野球リーグでは3回優勝した。1973年の全日本大学野球選手権大会は準決勝に進むが、エース田村政雄を擁する中大に完封負けを喫した。同年の第4回明治神宮野球大会は、決勝で栗橋茂、中畑清を打の主軸とする駒大に敗れ準優勝に終わった。1974年春季リーグでは、個人最高打率.548のリーグ記録を残し首位打者を獲得し、秋季リーグでも2季連続で首位打者となる。同年の第5回明治神宮野球大会も準決勝に進むが、またも中大に完封負けを喫する。リーグ通算では打者として70試合出場し、211打数78安打、打率.370、10本塁打、37打点を記録した。投手として35試合登板、14勝3敗、防御率2.12、112奪三振を記録した。ベストナイン（外野手）を3度受賞した。大学2年時から3年連続で日米大学野球の日本代表に選出された。この代表選出の際に、同じく代表となった法大の江川卓とともに（知遇のあったカメラマンの仲介で）長嶋茂雄の自宅を訪問したという。大学同期に内野手の花野巧がいる。

### 現役時代
1975年のドラフト1位で中日ドラゴンズに入団した。監督の与那嶺要がコメントで「アンダースロー用の代打で期待している」と述べており、田尾はレギュラー取って3割を打ってやるぐらいの気合いで入団したという。担当スカウトは法元英明だった。契約金2800万円、年俸280万円。最初は広島東洋カープが当人の獲得に熱心で、高校生の頃から学校に話を付けるも当人は進学希望ということで学校側が断り、この年のドラフト会議においても「いの一番に指名する」と意欲を見せていたが、ここでの広島の指名順は10番目で、9番目の中日に先に指名されて獲得はかなわなかった。
1976年は、4月17日に左翼手、5番打者として先発出場したものの、その後は代打起用にとどまり「二軍でやらせてもらえませんか」とコーチに打診し、二軍でプレイした。大学時代は投手だったため、守備、走塁に関してはまったくプロのレベルに達していなかった。5、6月に二軍で練習と実戦を積み、8月から一軍で左翼手として起用されるようになる。同年は44試合に先発し、打率.277で新人王に輝いた。寮生活ではよく外で呑んでいる徳武定祐一軍打撃コーチから電話で「呑みに来い」と呼び出され、岩本信一寮長に外出伺いを立てると「あー、あそこの寿司が食いたいな」と返され、手土産を持って帰れば門限を破ってもお咎め無しであった。
1977年はウィリー・デービスの新入団もあって開幕からレギュラーを外れ、出場機会も減少する。
1978年にはデービスがクラウンライター・ライオンズに移籍したこともあり、左翼手の定位置を奪還した。
1979年には初の規定打席（32位、打率.251）に到達した。
1980年は主に1番打者として起用され打率.299（9位）を記録した。
1981年には打率.303（10位）を記録した。同年から4年連続で打率3割を超え、3年連続でベストナインを獲得した。
1982年から1984年にかけて3年連続の最多安打を記録し、1982年は最多出塁数のタイトルを獲得し、リーグ優勝に貢献した。同年の西武ライオンズとの日本シリーズでは全6試合に右翼手、1番打者として先発出場した。日本一はならなかったが23打数7安打1打点の記録を残す。1982年は打率.351（2位）、1983年は打率.318（3位）の好成績を残すが、首位打者のタイトル獲得には及ばなかった（次項にて詳述）。投手出身で肩も強く、1983年から2年連続で12補殺を記録している。
1985年、杉本正・大石友好との交換トレードで西武ライオンズに移籍した。最も脂がのっていた時期のチームの顔であった田尾の放出は、多くの中日ファンにも衝撃を与え、有志が田尾のトレード撤回を求めて署名活動を行う事態にまで発展した。田尾がトレードを通告されたのはキャンプイン直前の1月24日であった。田尾は当時「ドラゴンズに骨を埋めるつもりでした」として、自ら望んだトレードではなかったと話している。また、移籍直後にナゴヤ球場で行われた中日対西武のオープン戦や、当時年間数試合、同球場で近鉄バファローズ主催で行われていた、パ・リーグ公式戦の西武戦開催時には、中日ファンが多数球場に詰めかけた。田尾の打席時に中日時代の応援歌が流され、翌日のスポーツ紙などに大きく掲載されたこともある。このように、他球団の選手となった後も、かつての地元名古屋で根強い人気を誇った。
1985年は開幕から3番打者として起用されるが、打率.268（25位）と伸び悩む。田尾曰く「同年のキャンプ初日に西武の選手が体が出来上がっていたのを見て焦って調整して、左肘を痛めてそのまま治らず、西武時代の2年は打率.268、打率.265と振るいませんでした」と述べている。しかし同年のリーグ優勝に貢献した。1985年の阪神タイガースとの日本シリーズでは全6試合に右翼手、3番打者として起用され、22打数7安打を記録した。
1986年には自身3度目となる広島東洋カープとの日本シリーズ出場で初めて日本一を経験した。このシリーズでは4試合に先発し、20打数6安打1打点を記録した。
1987年、吉竹春樹・前田耕司との交換トレードにより学生時代からの念願だった阪神タイガースに移籍した。
1988年には、監督の村山実との確執（後述）から出場機会が減少したが、一塁手を兼ね、3本のサヨナラ本塁打（うち、鹿取義隆から2本、津田恒美から1本）を放った。シーズン3本のサヨナラ本塁打は当時のプロ野球記録となった（1993年にヤクルトスワローズのジャック・ハウエルが更新、現在は5本）。ちなみにこのシーズンに田尾が放った4本塁打のうち、3本がサヨナラ本塁打だった。
1990年に阪神移籍後では初の規定打席にも到達した（到達自体も5年ぶり）。
1991年、視力が著しく悪化し過去最低の成績に終わったこともあり、現役引退を決断した。体力面ではまだやれる自信があったと後年語っている。田尾は1991年の5月に監督の中村勝広から「2軍に行ってくれ」と告げられ、田尾は、自らより成績が良くない選手がいた中での通告に「外様には言いやすいのかな」と訝った。「監督の思い通りの野球、やってください。僕、いつでもやめていいですから」と答えると、中村さんは驚いた顔で「おまえ、それでいいのか」と返って来て、この瞬間「この人はもう俺を戦力として見ていないな」と直感したという。田尾は後に「もし、『1回ファームで調整してきてくれ、代打でも必要だ』みたいなことを言われたら続けましたけど、『それでいいのか』のひと言で、もうそこまで感じていないんだなと思ったので、『やめます』と言ったんです。また、その日のうちに他のコーチ陣にも、『今日で辞めます。お世話になりました』と挨拶しました」と述べている。実際、その年限りで田尾は現役を引退した。

#### 5打席敬遠
1982年10月18日、田尾は首位打者争いでトップの大洋の長崎啓二に1厘差まで迫っていた（長崎の.351に対し、田尾は.350）。この日の大洋対中日は中日のシーズン最終戦で、大洋は田尾に対して5打席連続敬遠を行った。この大洋の行為に対し、田尾は5打席目で敬遠球に対し2球続けて抗議の意味を込めた空振りを行ったほどだった。そのためフルカウントとなったが、三塁コーチボックスから出て来た黒江透修になだめられて、最後の6球目を見送った。一方の長崎はこの試合を含め欠場し、最終的に長崎は首位打者となった。
タイトル獲得、記録更新の阻止を目的とした敬遠行為そのものは、この他にも特定の打者への全打席敬遠の例が多数存在し、ルール上認められる行為でもあるが、この試合は長崎と田尾の首位打者争いよりもはるかに重要な意味がある試合だったため、この5打席連続敬遠が大きな災いを招くこととなる。
試合前の時点で中日は全日程を終えた読売ジャイアンツとゲーム差0で並んでおり、中日が勝つか引き分けなら中日の優勝だが、大洋が勝てば巨人の優勝と、リーグ優勝がかかった大一番だった。フジテレビも急遽、『月曜ナイター 大洋×中日』を放送し、大洋球団主催試合歴代トップとなる番組平均世帯視聴率36.5%を記録した。このような試合であったが、大洋は田尾に5打席連続敬遠を行い、走者として出塁した田尾が失点に絡むケースもあり試合は大敗した。この結果、中日の優勝が決まった。
世論は中日のリーグ優勝よりも、大洋が勝利よりも個人記録を優先した行為を問題視していた。納得できない多数のファンが試合後に「イニングの先頭打者である田尾へ敬遠した大洋の行為は敗退行為ではないか」と連盟に抗議が集中する事態となった。
「田尾の敬遠だけでは故意に失点させたとはいえず、敗退行為には当たらない」「過去の全打席敬遠の試合との整合性を考慮すると、特定の試合だけを敗退行為として認めるわけにはいかない」などと反論されて抗議は退けられたが、一段落した後も、世論は大洋の行為に疑問を投げかけ、宇佐美徹也は自身の著書『プロ野球データブック』で大洋の行為を糾弾した。
1987年に西武から阪神に移籍した際には、先に移籍していた長崎と同僚としてプレーすることになる。
当時大洋の監督だった関根潤三は、その後フジテレビの野球解説者として解説者となった田尾と再会し、「当時の大洋では個人成績だけがニュースになる状態だった」と敬遠へ至った経緯を説明し、「時々、あの敬遠の場面を夢に見て目を覚ますことがある」とも打ち明けた。これ以降、関根と田尾は和解している。

### 現役引退後
野球解説者としてフジテレビと専属契約を締結した。東海テレビ・関西テレビの野球中継にも出演する他、ニッポン放送野球解説者、サンケイスポーツ（大阪本社）野球評論家として活動した。「プロ野球ニュース」（フジテレビ）のメインキャスターや「週刊!田尾スポ」（関西テレビ、関西ローカル）の司会など、タレント活動も展開。明るく爽やかなキャラクターで、幅広い層に親しまれる。地元の海の釣り舟の船頭役で、映画『釣りバカ日誌9』にも出演する。
2001年、アジア大会で全日本代表チームのコーチに就任した。
2005年、東北楽天ゴールデンイーグルスの初代監督に就任した。自身初の監督・コーチ経験となる。2022年の書籍に掲載されたコメントによると、ゼネラルマネージャーのマーティ・キーナートおよび球団代表の米田純と会食した際に、「監督の人選についてのアドバイス」を求められてコメントしたところ、「あなたが監督をやってみませんか?」と水を向けられたのが発端という。田尾の要請で就任したのはヘッドコーチの山下大輔、打撃コーチの駒田徳広、外野守備走塁コーチの広橋公寿の3人である。3月26日のパシフィック・リーグ公式戦開幕試合（千葉マリンスタジアムでの対千葉ロッテマリーンズ戦）では、田尾自らがスターティングメンバーを発表し、エース岩隈久志投手の被安打5失点1での完投によりスコア3対1で球団初勝利を収めた。しかし、翌3月27日の開幕2試合目には0対26と大敗。このシーズンは2度の11連敗を含む38勝97敗1分という成績不振で同年シーズン終了後に解任された。解任後、宮城県では解任に反対する団体「東北若鷲会」による署名活動が行われ、3000人以上の署名が集まり球団へ提出される事態に発展した。
ただし、当時の球団社長であった島田亨は、球団の地元人気に貢献した実績を認めつつ、監督の要請を引き受けたことへの感謝を表明しており、シーズン終盤までは三木谷の要請もあって翌年も続投させる方針としていたものの、フロント幹部とのやり取りの最中に選手層の薄さや選手陣のミスプレーを論い、チーム編成への不満を口にする一方、トレードや補強の話題に終始し、敗戦内容を生かした今後の改善策や戦略、チーム作りなどの関して具体性を伴ったプランを示そうとしないなど、指導者として選手を信頼しフロントと協調してチーム作りに尽力する姿勢が欠落しており、その後のやり取りでもその態度が改善される見込みがなかったため、今後の球団の発展のためにもこれ以上続投させることは難しいと判断せざるをえなかったと回想しており、成績不振による解任という報道内容を否定している。一方で、当時楽天の編成部長兼GM代行だった広野功は、来季に向けた編成会議で「田尾続投」を決定し三木谷にも電話で了承を得たものの、電話を切って30分も経たないうちに球団代表の米田純から「田尾クビです!」と聞かされたとしており、現場の決定を反故にする三木谷に不満を顕にしている。
なお、田尾自身は、後に島田らフロント幹部を通じてではなく、可能な限り三木谷と直接会話をすることを希望していたが、島田たちからは本業での多忙を理由に再三に渡り三木谷との会話を拒否されたことや、島田たちのビジネスライクな対応が気に食わず、フロント幹部への不信感が募っていたことを大久保博元との対談などで明らかにしている。また2024年の取材によると本人が「僕はオーナーがやれと言っても、違うと思ったら、やりません。それが嫌だったら早くクビにした方がいいですよって話は（球団フロントに）していたんですよ」と話しており、島田については「野球人というものを全くわかっていない」と不満を漏らしている。
監督退任後は再びフジテレビ・東海テレビ・関西テレビ・ニッポン放送野球解説者、サンケイスポーツ野球評論家等を務めた。ニッポン放送の中継では、2017年から2020年現在、4年連続でセントラル・リーグの優勝決定試合の解説担当となった。
2007年2月18日の東京マラソンに参加し、完走した。その後、同年12月9日のホノルルマラソンにも夫婦で出場し（TBSの番組企画）、完走している。
2019年7月18日には、株式会社BASEが琉球ブルーオーシャンズ（沖縄県内を本拠地を定める初めてのプロ野球球団）を設立したことにともなって、同球団のエグゼクティブ・アドバイザーに就任することが発表された。同球団は既存の独立リーグに参加しない一方で、将来のNPB加盟を目標に置いていることから、就任後も野球解説者・評論家としての活動を続けていた。7月26日付でゼネラルマネージャーに就任したが、球団初のキャンプイン前日（2020年1月24日）に、役職をシニアディレクター兼打撃総合コーチへ変更。「グラウンドで選手を指導したい」という自身の希望に沿った変更で、楽天監督時代の2005年以来15年ぶりの現場復帰を果たしたが、シーズン終了後に退団した。
その一方で、琉球ブルーオーシャンズ時代の2020年3月からは、YouTube上に自身の公式チャンネルを開設した。本人は低評価が高評価を大幅に上回る不評な動画を公開してしまった時にも「苦言は自分を律してくれるものという考えが根っこにあるから、批判もありがたく感じることができる」と受け入れる姿勢を示している。
2022年5月30日、自身のYouTubeチャンネル投稿で、特定疾患の心アミロイドーシスに罹患したことを公表した。

## 選手としての特徴・人物

### 野球人として
現役時代は俊足巧打の外野手として鳴らした。甘いマスクと華のあるプレー、実直な姿勢などが幅広い年代のファンに愛され、イチローも子供の頃に憧れた選手として名前を挙げている。打席での構えでバットをグルグル回す「円月打法」から広角に打ち分け、安打製造機と呼ばれた。
左利き（左投左打・食事も左）だが、ペンのみ右手を使用する。
柔和な風貌とは対照的に硬骨漢で知られ、上層部相手にも「言うべきことは言う」という姿勢を貫いており、多くのエピソードを持つ。中日時代は選手会長として球団側に物申す選手であった（人気・実力を持ちながらトレードに出されたのはそれが一因とされる〈後述〉）。また、西武時代には監督の森祇晶が、「清原和博を三塁にして、秋山幸二を中堅、田尾に一塁を守らせる」構想を練ったが田尾は反対した。そのことがスタメン起用の減少、シーズンオフのトレードにつながったとも言われるが定かではない。田尾本人は「森監督は勝負師でしたが、僕とは馬が合わなくて、根本（陸夫）さんにトレードに出してくれと直訴し阪神に行くことになったんですよ」と語っている。阪神時代も、チーム成績が低迷したため若手育成目的の選手起用をする監督の村山実に対し、勝つための野球をすべきであると主張した。田尾によると「その年の開幕前、村山監督に助言を求められ、言いたいことを言ったら、イヤな奴と思われたんでしょう。5月に二軍行きを命じられたんですよ。その時、村山監督がいる間はクビにならないと決めた。僕のエネルギー源でしたね。弱みを見せないで、やる気を前面に出しながら、若手の模範になってやろうと。それで二軍で結果を残して、一軍に上げざるを得ない状況にして、そのあとサヨナラ本塁打を3本打ったんですよ。翌年も1本打っているんですが、僕のサヨナラ本塁打は村山監督の時だけなんですよ」と語っている。徒党を組んだり派閥を作ったりすることも嫌っており、中日時代には当時「犬猿の仲」と噂され、それぞれを筆頭にチーム内が二派に分かれているとも言われた星野仙一、谷沢健一の両者ともそれぞれ普通に付き合っていた。なお、谷沢は星野の没後に、自身のYoutubeチャンネルで決して星野とは不仲ではなかったことを語っている。
チームが広島と激しく優勝争いをしていた1984年のシーズン中、選手会長として優勝時の年俸アップを球団に打診したが色よい返事が得られなかった。優勝を逸してシーズンが終わった後「希望通り2位になりましたよ」と球団サイドとの話し合いで発言した。田尾が西武にトレードされたのはそのあとである。田尾自身は2022年の書籍に載ったコメントで、不調だった1979年のシーズン中、球団代表の鈴木恕夫が「今年はダメだなぁ～。こんなんじゃ年俸下げてまうぞ」と自分に話したことからフロントに不信感を抱くようになり、選手会長時代には様々な選手の環境改善（球場ロッカーの改修や選手専用駐車場の設置）などを訴えたほか、後輩選手（牛島和彦）の年俸アップを球団社長に談判したと証言している。ただ、中日を出たことについては「僕もずっと名古屋にいたら自分では気が付かないところで天狗になっていた可能性がある」と評し、結果としてよかったと述べている。
2005年シーズンに楽天の監督を務めた際は、選手を「使えない」と否定することから入らないことを心掛けていた。
山崎武司は「田尾監督の指導によるフォームの改造が、楽天時代に好成績を残すことができるようになった要因の一つだと思っています」と述べている。
2016年2月7日放送の『サンデーモーニング』のコーナー「御意見番スポーツ」にゲスト出演した際、世論が清原和博の覚せい剤取締法違反事件に揺れる中、楽天監督時代の2005年に球団が清原の獲得に動いていたという秘話を明かし、「あのとき、来てくれていれば、違う方向にいったかもしれない」と残念がった。
2020年にデーブ大久保のYouTubeチャンネルに出演し、監督時代を改めて振り返った。田尾自身の理論として「NPBの球団は基本的に9試合して5勝4敗するか、4勝5敗するかの差しかない」という前提を置いた上で、当時の楽天球団は「その4勝5敗のレベルにも達していなかった」として、「いかにしてまず4勝5敗のレベルに引き上げるかが重要だと考えて、フロントにもそう訴えていたが、それが理解してもらえなかった」と語った。また監督退任時には、3年契約の途中での契約解除だったこともあり、楽天フロントから「残りの契約分は功労金を出すことは約束するが、楽天および球団の名誉を棄損する言動を行った場合は減額する」という条件を出されたことに激怒。一度は三木谷との直接交渉で「ポケットマネーを使ってでも全額払う」と言質を取ったものの、結局2006年の分は満額支払われたが、その後は微々たる額しか払われなかったという。
田尾はプロ時代における全盛期の江川卓の速球を知る1人であり「プロに入って、真っすぐで驚いたことは一度もない。野茂英雄も佐々木主浩も打席に立ちましたけど、『この程度か......』っていう感じ。それらと比べると、江川の真っすぐの伸びはちょっと違いましたね。ひとり飛び抜けていました」と証言している。

### 家族・交友関係
趣味はギターで、作詞や作曲も行うほどの腕前で、現役時代にさだまさしとジョイントライブを行ったこともある。また、CBS・ソニーよりシングル「主人公」（さだまさしの楽曲のカヴァー）をリリースしたほか、現役引退後は一時期「さだ企画」（さだまさしの事務所）に所属していた。
また、釣り好きとしても知られ、釣り番組の出演も多い。元ニッポン放送アナウンサーの松本秀夫とは釣り仲間である。
山下大輔と交友があり、楽天の監督になった際、山下をヘッドコーチとして招聘した。また、日米大学野球でチームメイトだった江川卓とは交友が深い。渡米時の機内で知り合った客室乗務員との食事会に江川とともに参加、江川が後に結婚する切っ掛けを作る。
妻のマダムレイとの出会い・結婚のきっかけは、妻の母が平和台球場のウグイス嬢経験者だったこと、妻の父が医師兼医療法人経営者だったことと田尾が実弟を白血病で20代で亡くしたことにより健康管理に注目するようになったことだという。結婚したての時に金田正一が田尾の自宅を訪れ、妻が朝食にお好み焼きを出すのを見た金田が「野球選手がこんなもん（食事）じゃあかん。自分の給料の3分の1は体に使わないとだめだ」と田尾を叱ったという。田尾が楽天監督就任の打診を受けた際には彼女に相談した（反対なら辞退）ところ、「パパ、いいチャンスじゃない!」と賛成したという。
妻は歌手としてライブハウスでの演奏活動を中心に行っているが、イーグルス監督在任中はライブ活動を中断して田尾のサポート活動に専念していた。監督解任後の2006年から再び歌手活動を再開している。
家族に対しても筋を通す性格であり、実子も野球をしていたが「お前の実力では（野球で）飯を食えない」と諭し、野球をあきらめさせたという。次男はミュージシャンの田尾洋輔として活動。
2015年に放送された日本テレビ系列のバラエティ番組「うわっ！ダマされた大賞」では、ドッキリの仕掛人として出演した。女優の土屋太鳳が見ている鏡から突然“タオ”繋がりで田尾が現れるというドッキリを仕掛けた。その後、2016年に仕事で球場入りしていた田尾と始球式に来ていた土屋が再会した模様が、土屋のブログで語られている。また、2018年のバレンタインデーに放送された日本テレビ系列の情報番組「スッキリ」では、土屋の大ファンを公言している司会者の加藤浩次が、天の声を務める山里亮太から「加藤さん、タオちゃんからなんと、バレンタインのチョコをもらってきました！」と声を掛けられると加藤はニヤリとした。いざ、VTRが流されると土屋ではなく田尾が登場し、スタジオ内は爆笑に包まれた。

## 詳細情報

### 年度別打撃成績
| 年 度      | 球 団      | 試 合 | 打 席 | 打 数 | 得 点 | 安 打 | 二 塁 打 | 三 塁 打 | 本 塁 打 | 塁 打 | 打 点 | 盗 塁 | 盗 塁 死 | 犠 打 | 犠 飛 | 四 球 | 敬 遠 | 死 球 | 三 振 | 併 殺 打 | 打 率 | 出 塁 率 | 長 打 率 | O P S |
| ---------- | ---------- | ----- | ----- | ----- | ----- | ----- | -------- | -------- | -------- | ----- | ----- | ----- | -------- | ----- | ----- | ----- | ----- | ----- | ----- | -------- | ----- | -------- | -------- | ----- |
| 1976       | 中日       | 67    | 183   | 166   | 19    | 46    | 6        | 3        | 3        | 67    | 21    | 0     | 3        | 0     | 0     | 16    | 0     | 1     | 27    | 3        | .277  | .344     | .404     | .748  |
| 1977       | 中日       | 96    | 166   | 152   | 19    | 42    | 6        | 1        | 6        | 68    | 19    | 1     | 0        | 4     | 1     | 9     | 0     | 0     | 31    | 3        | .276  | .315     | .447     | .762  |
| 1978       | 中日       | 102   | 372   | 339   | 42    | 93    | 12       | 0        | 11       | 138   | 47    | 3     | 2        | 2     | 3     | 27    | 1     | 1     | 61    | 3        | .274  | .327     | .407     | .734  |
| 1979       | 中日       | 123   | 419   | 383   | 47    | 96    | 22       | 1        | 13       | 159   | 50    | 0     | 5        | 3     | 1     | 30    | 0     | 2     | 66    | 7        | .251  | .308     | .415     | .723  |
| 1980       | 中日       | 122   | 498   | 472   | 60    | 141   | 29       | 3        | 7        | 197   | 34    | 16    | 9        | 3     | 2     | 20    | 1     | 1     | 47    | 7        | .299  | .327     | .417     | .745  |
| 1981       | 中日       | 124   | 513   | 462   | 72    | 140   | 17       | 6        | 15       | 214   | 53    | 7     | 11       | 5     | 3     | 41    | 7     | 2     | 62    | 11       | .303  | .360     | .463     | .823  |
| 1982       | 中日       | 129   | 565   | 497   | 92    | 174   | 25       | 3        | 14       | 247   | 41    | 9     | 10       | 7     | 3     | 58    | 7     | 0     | 32    | 5        | .350  | .416     | .497     | .913  |
| 1983       | 中日       | 130   | 574   | 506   | 74    | 161   | 26       | 3        | 13       | 232   | 61    | 9     | 7        | 3     | 3     | 60    | 5     | 2     | 50    | 5        | .318  | .391     | .458     | .849  |
| 1984       | 中日       | 130   | 603   | 536   | 94    | 166   | 21       | 6        | 20       | 259   | 49    | 3     | 5        | 10    | 3     | 54    | 5     | 0     | 50    | 8        | .310  | .371     | .483     | .854  |
| 1985       | 西武       | 127   | 534   | 477   | 66    | 128   | 21       | 5        | 13       | 198   | 60    | 1     | 4        | 2     | 3     | 50    | 1     | 2     | 33    | 10       | .268  | .338     | .415     | .753  |
| 1986       | 西武       | 106   | 341   | 313   | 42    | 83    | 12       | 2        | 8        | 123   | 28    | 6     | 2        | 5     | 2     | 20    | 1     | 1     | 35    | 3        | .265  | .310     | .393     | .702  |
| 1987       | 阪神       | 104   | 262   | 249   | 27    | 55    | 8        | 2        | 6        | 85    | 12    | 0     | 1        | 4     | 2     | 7     | 1     | 0     | 28    | 2        | .221  | .240     | .341     | .582  |
| 1988       | 阪神       | 80    | 160   | 140   | 21    | 42    | 9        | 0        | 4        | 63    | 21    | 1     | 0        | 2     | 1     | 17    | 6     | 0     | 18    | 1        | .300  | .373     | .450     | .823  |
| 1989       | 阪神       | 84    | 266   | 252   | 20    | 72    | 13       | 0        | 5        | 100   | 27    | 0     | 2        | 3     | 1     | 9     | 0     | 1     | 30    | 9        | .286  | .312     | .397     | .709  |
| 1990       | 阪神       | 119   | 428   | 386   | 41    | 108   | 14       | 0        | 11       | 155   | 50    | 2     | 1        | 2     | 0     | 40    | 1     | 0     | 56    | 13       | .280  | .347     | .402     | .749  |
| 1991       | 阪神       | 40    | 93    | 84    | 2     | 13    | 0        | 1        | 0        | 15    | 1     | 0     | 0        | 0     | 0     | 9     | 0     | 0     | 18    | 3        | .155  | .237     | .179     | .415  |
| 通算：16年 | 通算：16年 | 1683  | 5977  | 5414  | 738   | 1560  | 241      | 36       | 149      | 2320  | 574   | 58    | 62       | 55    | 28    | 467   | 36    | 13    | 644   | 93       | .288  | .344     | .429     | .773  |

- 各年度の太字はリーグ最高

### 年度別監督成績
| 年 度     | 球 団     | 順 位     | 試 合 | 勝 利 | 敗 戦 | 引 分 | 勝 率 | ゲ ｜ ム 差 | 本 塁 打   | 打 率      | 防 御 率   | 年 齡      |
| --------- | --------- | --------- | ----- | ----- | ----- | ----- | ----- | ----------- | ---------- | ---------- | ---------- | ---------- |
| 2005      | 楽天      | 6位       | 136   | 38    | 97    | 1     | .281  | 51.5        | 88         | .255       | 5.67       | 51歳       |
| 通算：1年 | 通算：1年 | 通算：1年 | 136   | 38    | 97    | 1     | .281  | Bクラス1回  | Bクラス1回 | Bクラス1回 | Bクラス1回 | Bクラス1回 |

### タイトル
- 最多出塁数：1回（1982年）
- 最多安打：3回（1982年 - 1984年） ※当時連盟表彰なし、1994年より表彰

### 表彰
- 新人王（1976年）
- ベストナイン：3回（1981年 - 1983年）
- 月間MVP：1回（1981年4月）

### 記録
初記録
- 初出場：1976年4月7日、対阪神タイガース1回戦（ナゴヤ球場）、2回裏に梅田邦三の代打として出場
- 初先発出場：1976年4月17日、対ヤクルトスワローズ2回戦（明治神宮野球場）、5番・左翼手として先発出場
- 初安打・初打点：1976年7月27日、対読売ジャイアンツ17回戦（ナゴヤ球場）、3回裏に正岡真二の代打として出場、小川邦和から2点適時打
- 初本塁打：1976年9月19日、対読売ジャイアンツ23回戦（後楽園球場）、4回表に堀内恒夫から2ラン

節目の記録
- 1000安打：1984年8月7日、対横浜大洋ホエールズ17回戦（横浜スタジアム）、5回表に久保文雄から二塁内野安打 ※史上134人目
- 100本塁打：1984年8月20日、対ヤクルトスワローズ22回戦（明治神宮野球場）、3回表に尾花高夫から2ラン ※史上134人目
- 1000試合出場：1984年8月29日、対広島東洋カープ20回戦（ナゴヤ球場）、1番・右翼手として先発出場 ※史上250人目
- 1500試合出場：1989年7月12日、対中日ドラゴンズ12回戦（阪神甲子園球場）、6番・左翼手として先発出場 ※史上93人目
- 1500安打：1990年7月5日、対読売ジャイアンツ16回戦（阪神甲子園球場）、4回裏に宮本和知から右前安打 ※史上85人目

その他の記録
- オールスターゲーム出場：7回（1980年、1981年、1982年、1983年、1984年、1985年、1986年）

### 背番号
- 2（1976年 - 1986年）
- 8（1987年 - 1991年）
- 88（2005年、2020年）

## 関連情報

### 著書
- 『イチロー天才の理由』（大栄出版、1995年11月、ISBN 4886825133）
- 『実戦野球教室：楽しく早くうまくなる』（小学館（小学館基本攻略シリーズ）、1998年10月、ISBN 409204108X）
- 『イチロー進化論：なぜ「一流のメジャー」になれたのか』（小学館文庫、2001年7月、ISBN 409402316X）
- 『星野仙一猛虎革命』（小学館文庫、2002年5月、ISBN 4094023178）
- 『絶対うまくなるバッティング：確率を高め距離が伸びるスイングづくり』（日本文芸社、2003年）
- 『優勝へ!星野阪神「大躍進の秘密」』（小学館文庫、2005年、ISBN 4094023186）
- 『トッププロに学ぶ野球上達テクニックバッティング』（成美堂出版、2005年）
- 『DVD上達レッスン:野球バッティング』（成美堂出版、2006年）

### 出演

#### 現在の出演番組
- 野球道 (フジテレビ系列)[注 10]
- すぽると!（フジテレビ）
- プロ野球ニュース（フジテレビ→フジテレビONE、1992年4月 - 1994年3月・1995年4月 - 1997年3月・2000年4月 - 2001年3月・2003年 - 2004年）
- スポーツWAVE（フジテレビ・1994年4月 - 1995年3月）
- ニッポン放送ショウアップナイター（ニッポン放送、土・日曜は予備カードがJRN系列局向けの裏送りカードを兼ねる場合も担当）
- J SPORTS STADIUM『野球好き』（2012年より東海テレビ制作分に出演。テレビ新広島制作分でも達川光男が現場復帰して解説者不在となった1995年・1998年 - 2000年・2005年の地上波同時放送時に出演していた。また、2012年には達川とのダブル解説で出演している）
- 土曜スペシャル（テレビ東京・不定期出演ながら、夫人や同世代のタレントとの二人旅で数多くの出演がある）
- 爆釣!田尾安志の釣りブログ（スカイ・A sports+・2013年3月29日 - ）

#### 過去の出演番組
- ショウアップナイターストライク!（ニッポン放送・NRN系、元レギュラー。現在でも不定期に出演、冬季野球オフ期間のみ）
- 週刊!田尾スポ（関西テレビ、司会を務めたスポーツ情報番組、冠番組）
- ほんまもん（NHK総合・ヒロインの母親の元恋人役として1回きりの出演）
- 松本ひでおのショウアップナイターネクスト!（ニッポン放送・不定期出演、シーズンオフ時のみ）
- ネプリーグ (2007年3月26日、フジテレビ)
- ドラゴンズHOTスタジオ（東海テレビ・不定期）
- 福間・田尾のゴルフパラダイス（サンテレビ、1995年4 - 9月）[55]

#### CM・広告
- 花王トニックシャンプー（1983年） - 三田寛子と共演
- 清酒千代菊 - 谷沢健一と共演
- 住友林業
- 近未來通信 - 新聞広告
- 堀田商事（2011年）

### ディスコグラフィー
- 「主人公」（シングル、1983年12月発売）- 作詞作曲:さだまさし
  - コンピレーションアルバム『えっ!あの人がこんな歌を』（1990年7月21日発売）にも収録。